# Andrzej Maria Deskur
Andrzej Maria Deskur (Sancygniów, 29 febbraio 1924 – Città del Vaticano, 3 settembre 2011) è stato un cardinale e arcivescovo cattolico polacco.

## Biografia
Ordinato sacerdote il 20 agosto 1950 dal cardinale Pierre-Marie Gerlier, riceve la consacrazione episcopale il 30 giugno 1974 nella Basilica di San Pietro in Vaticano per l'imposizione della mani di papa Paolo VI, co-consacrante fu l'allora cardinale Karol Wojtyła a cui già allora era legato da profonda amicizia.
Dopo essere stato impegnato per molti anni nel campo delle Comunicazioni radio-televisive vaticane, è stato presidente del Pontificio Consiglio delle Comunicazioni Sociali dal 25 febbraio 1973 all'8 aprile 1984.
Nel 1978 ha avuto gravi problemi di salute che lo hanno ridotto alla sedia a rotelle. Il 17 ottobre di quell'anno si trovava ricoverato al Policlinico Gemelli di Roma, quando ricevette la visita di papa Giovanni Paolo II in persona, eletto il giorno precedente alla Cattedra di Pietro.
Lo stesso Papa Wojtyla lo elevò arcivescovo il 15 febbraio 1980.
Papa Giovanni Paolo II lo ha innalzato alla dignità cardinalizia nel concistoro del 25 maggio 1985 conferendogli la diaconia di San Cesareo in Palatio. Era questa la stessa diaconia del cardinal Wojtyła, assegnata per la prima volta dopo l'elezione a papa dello stesso cardinale.
Il 29 gennaio 1996 la diaconia è stata elevata a titolo presbiterale pro illa vice.
Dal 24 gennaio 1987 alla morte ha ricoperto il ruolo di presidente della Pontificia accademia dell'Immacolata Concezione.
Era amico personale di papa Giovanni Paolo II e uno dei suoi consiglieri più fidati. Generalmente, era ospite fisso del pontefice al pranzo della domenica.
Gravemente malato e costretto alla sedia a rotelle da anni, è morto nel tardo pomeriggio del 3 settembre 2011 all'età di 87 anni nel suo appartamento del Palazzo San Carlo in Vaticano.

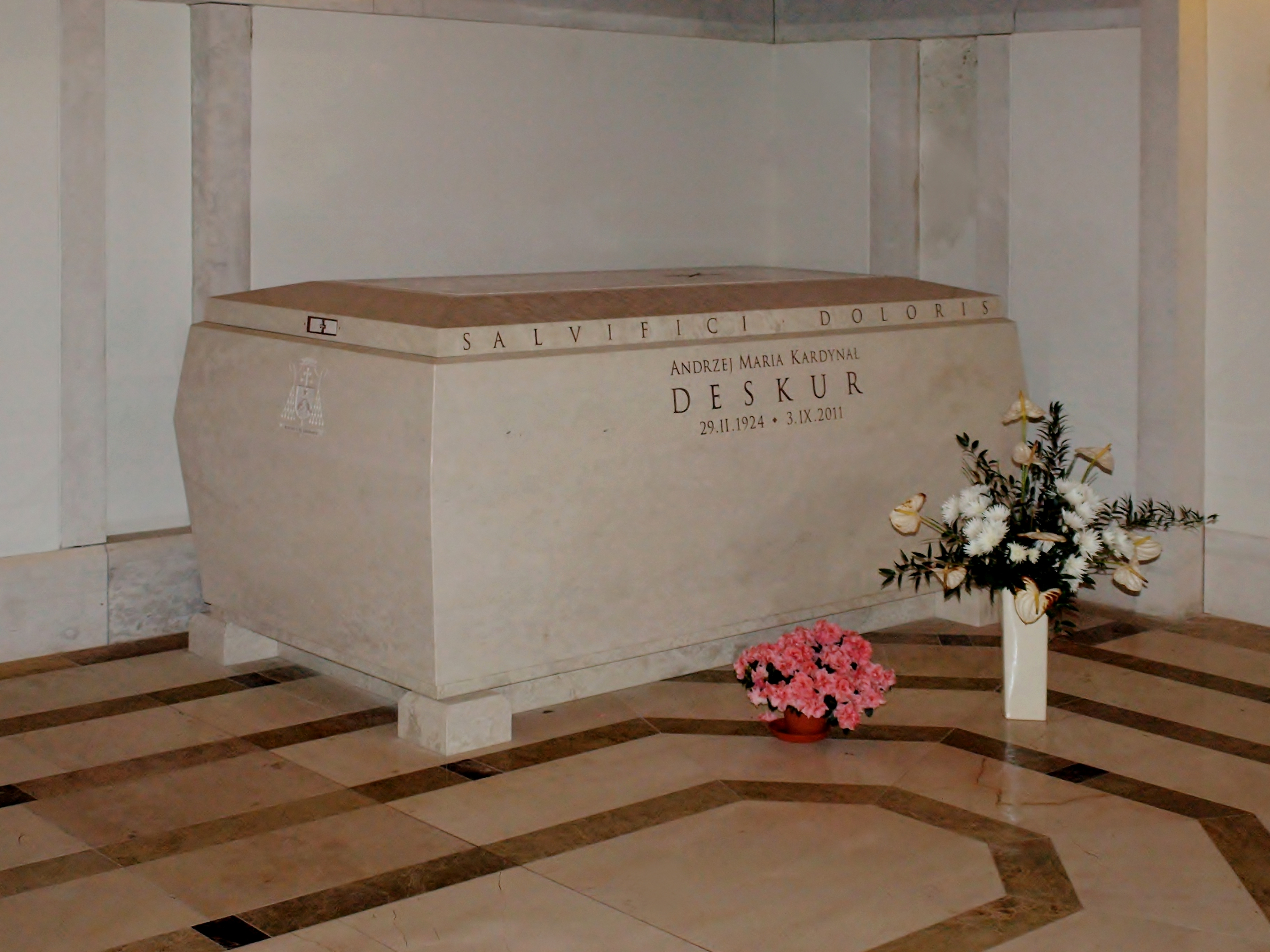
Tomba del cardinale.

Le esequie si sono tenute il 6 settembre alle ore 11.30 all'Altare della Cattedra della Basilica di San Pietro. La liturgia esequiale è stata celebrata dal cardinale Angelo Sodano, decano del Collegio Cardinalizio. La salma è stata poi tumulata nella cripta del Santuario di San Giovanni Paolo II, che si trova nel Centro Giovanni Paolo II di Cracovia.

## Genealogia episcopale
La genealogia episcopale è:
- Cardinale Scipione Rebiba
- Cardinale Giulio Antonio Santori
- Cardinale Girolamo Bernerio, O.P.
- Arcivescovo Galeazzo Sanvitale
- Cardinale Ludovico Ludovisi
- Cardinale Luigi Caetani
- Cardinale Ulderico Carpegna
- Cardinale Paluzzo Paluzzi Altieri degli Albertoni
- Papa Benedetto XIII
- Papa Benedetto XIV
- Papa Clemente XIII
- Cardinale Marcantonio Colonna
- Cardinale Giacinto Sigismondo Gerdil, B.
- Cardinale Giulio Maria della Somaglia
- Cardinale Carlo Odescalchi, S.I.
- Cardinale Costantino Patrizi Naro
- Cardinale Lucido Maria Parocchi
- Papa Pio X
- Papa Benedetto XV
- Papa Pio XII
- Cardinale Eugène Tisserant
- Papa Paolo VI
- Cardinale Andrzej Maria Deskur